# Матусевич, Владимир Борисович
Владимир Борисович Матусевич (1936, Нью-Йорк – 2009, Любек) – советский театровед, киновед, кинокритик. В 1968 году остался в Норвегии. Директор Русской службы «Радио Свобода» (1987–1992).

## Биография
Родился в 1936 году в Нью-Йорке в семье сотрудника Амторга, советского торгового представительства в США. В 1940 году семья вернулась в Москву, где отца тут же арестовали как американского шпиона. Сын снова увидел его спустя 16 лет.
В 1959 году окончил театроведческий факультет Государственного института театрального искусства, а затем аспирантуру Института истории искусств Министерства культуры СССР.
Писал кандидатскую диссертацию о ранней драматургии норвежского писателя Нурдаля Грига, которую, по его словам, не стал защищать.
По окончании аспирантуры работал в отделе кино редакции газеты «Советская культура». Будучи специалистом по кинематографиям скандинавских стран, выступал со статьями в центральной печати («Известия», «Комсомольская правда», «Советская культура», «Литературная газета» и др.), читал лекции, был избран членом правления общества «СССР – Дания». Первым в Советском Союзе начал писать о фильмах Ингмара Бергмана. Критик Валерий Кичин вспоминал:

Приезд Владимира Матусевича или Неи Зоркой в Свердловск приравнивался к прибытию Ива Монтана с Симоной Синьоре в Москву — они были легендами и классиками «ИК». Матусевич привозил «по кольцу» «Мост Ватерлоо» без первой части, чтобы получился как бы фрагмент и не возникало проблем с авторским правом. Матусевича кормили пельменями, не предполагая, что вскоре его можно будет слушать только сквозь треск глушилок.
Летом 1968 года не вернулся из поездки в Норвегию в составе туристской группы Союза художников СССР.
После тщательной проверки получил политическое убежище в Дании. С 1969 года – корреспондент «Радио Свобода» по Скандинавии. В 1973 году переехал в Западную Германию. С 1975 года – главный редактор Русской службы «Радио Свобода» в Мюнхене, затем старший комментатор, корреспондент в Лондоне. В 1987–1992 годах – директор Русской службы «Радио Свобода». В 1992–1995 годах – специальный корреспондент в Вашингтоне.
Умер в конце января 2009 года в Любеке.